# Стеллендам
Стеллендам (нід. Stellendam) — село в нідерландській провінції Південна Голландія. Входить до муніципалітету Гуре-Оверфлакке.
Його площа становить 24,37 км², а населення станом на 2021 рік складало 3 520 осіб.
Між 1817 і 1966 роками мало статус окремого муніципалітету.

## Галерея

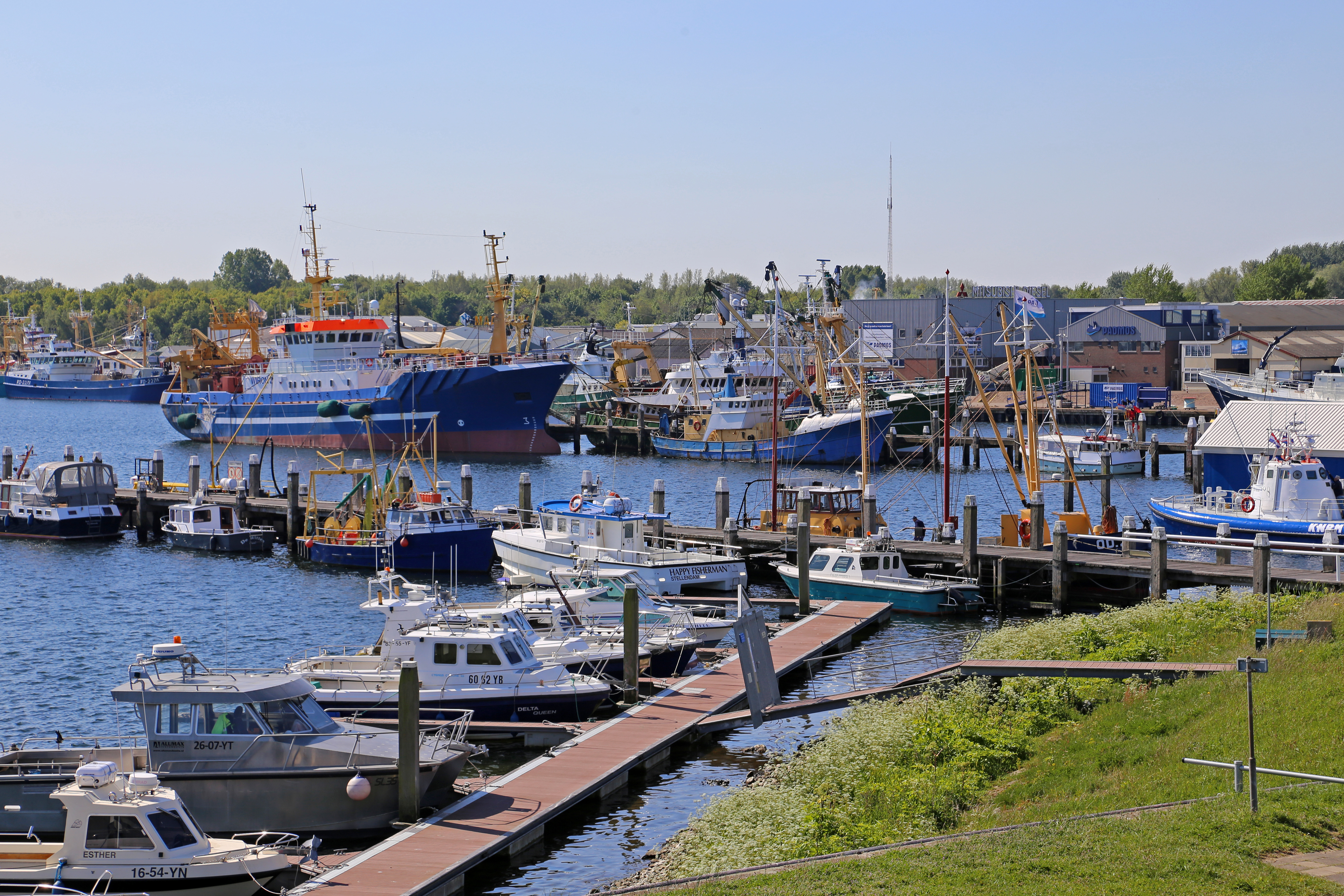
Гавань у селі
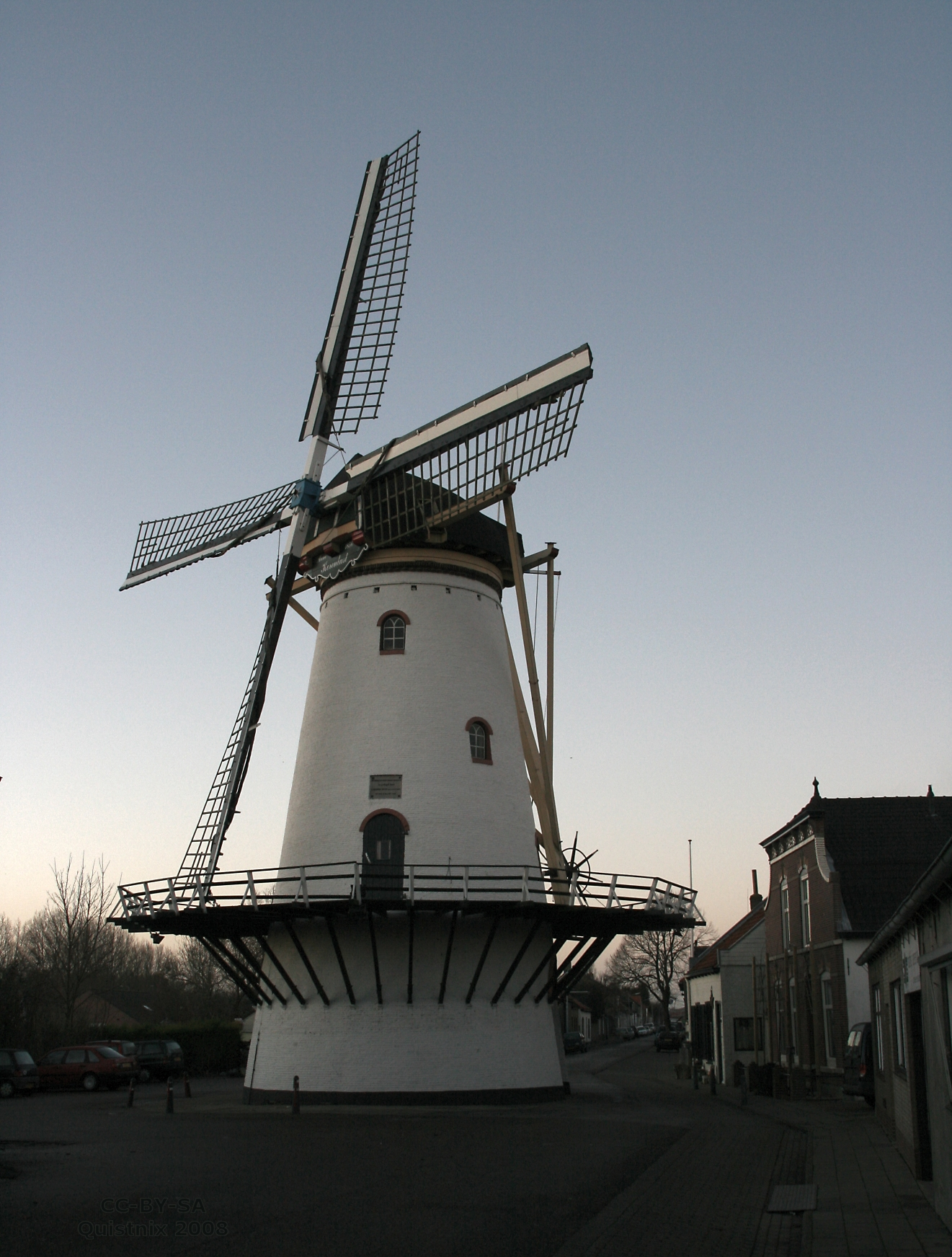
Вітряк Korenlust
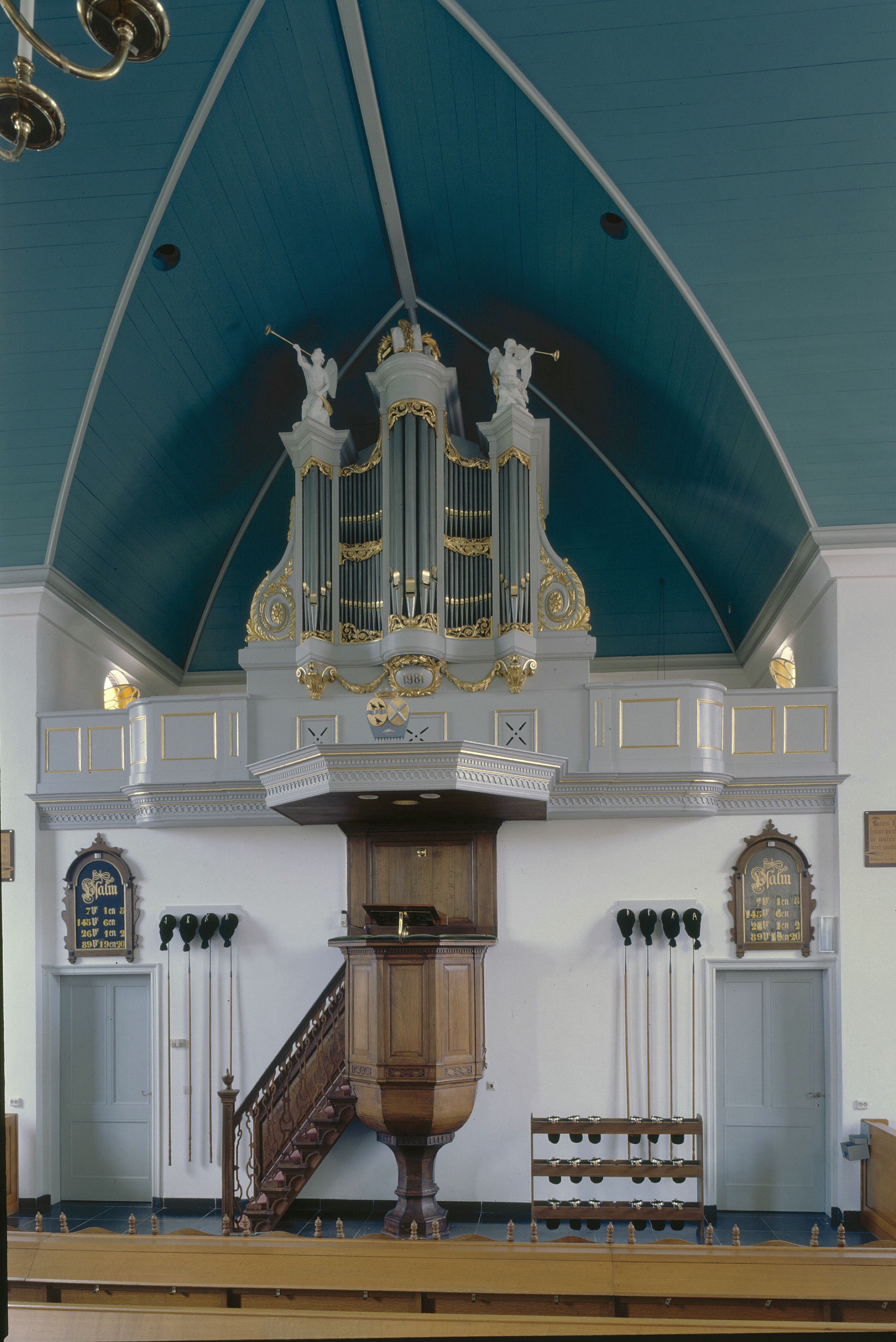
Інтер'єр реформистської церкви